# Englerastrum
Englerastrum  é um gênero botânico da família Lamiaceae

## Espécies
Composto por 20 espécies:
Englerastrum adenophorum Englerastrum alstonianum Englerastrum biflorum
Englerastrum conglomeratum Englerastrum diffusum Englerastrum djalonense
Englerastrum elongatum Englerastrum floribundum Englerastrum gracillimum
Englerastrum hjalmari Englerastrum hutchinsonianum Englerastrum kassneri
Englerastrum melanocarpum Englerastrum modestum Englerastrum nigericum
Englerastrum rhodesianum Englerastrum scandens Englerastrum schlechteri
Englerastrum schweinfurthii Englerastrum tetragonum